# Roman Rudenko
Roman Andreyevich Rudenko (em russo:  Рома́н Андре́евич Руде́нко, em ucraniano:  Роман Андрійович Руденко, Nosivka, 7 de agosto de 1907 - Moscou, 23 de janeiro de 1981) foi um advogado soviético, promotor de justiça da República Socialista Soviética da Ucrânia de 1944 a 1953 e procurador-geral da União Soviética deste ano até sua morte em 1981.
Rudenko é historicamente conhecido por ter sido o principal promotor soviético no julgamento da elite nazista em Nuremberg e por ser o promotor-chefe no Julgamento dos Dezesseis. Quando serviu na acusação em Nuremberg, ele tinha a patente de tenente-general. foi também um dos comandantes do campo especial nº7 da NKVD, um ex-campo de concentração nazista que abrigou prisioneiros alemães após a rendição do III Reich. Dos 60 mil prisioneiros ali encarcerados sob sua supervisão, 12.500 morreram de doenças e má nutrição, a maioria deles crianças, adolescentes e idosos. Nenhum julgamento do caso foi realizado.
Após a prisão de Lavrentiy Beria, o chefe da NKVD no período stalinista, em 1953, Rudenko foi o juiz de seu julgamento, no qual Beria foi condenado à morte. Em 1961 ele foi eleito para o Comité Central do Partido Comunista da União Soviética e em 1972 recebeu o título honorário de Herói do Trabalho Socialista, a mais alta comenda na área de economia existente na ex-União Soviética.